# Karel Boublík
Karel Boublík (6. listopadu 1869 Kolinec – 1. května 1925 Lvov) byl český architekt, představitel novobaroka a secese působící ve Lvově.

## Biografie
Karel Vilém Boublík se narodil dne 6. listopadu 1869 v Kolinci u Klatov v rodině Matěje Boublíka, hospodářského písaře na kolíneckém zámku, a jeho manželky Marie Žofie, rozené Honzíkové, dědičky rodného domu č.p. 42. Karel byl po Josefovi (* 10. června 1866) a Janovi (* 13. února 1868), jejich nejmladším synem.
Od září roku 1879 až do listopadu 1883 studoval na C. k. slovanském gymnáziu v Brně (dnes na tř. kpt. Jaroše). Ve školním roce 1884/85 se stal studentem brněnské C. k. německé vyšší státní průmyslové školy, na tehdejším Winterhollerově náměstí. Zde roku 1887 dokončil svá středoškolská studia jako kvalifikovaný technický kreslič. Mezi jeho učitele patřili i dva významní architekti působící v Brně, brazilský rodák Germano Wanderley a německý odborník Alois Prastorfer. V té době žil Karel Boublík u svého strýce Václava Boublíka, vojenského úředníka. Po průměrném výsledku u maturitní zkoušky jeho stopa v Brně mizí.
Svou profesní dráhu zahájil Boublík jako kreslič, později (1894–1895) byl zaměstnán ve lvovské filiálce vídeňské architektonické firmy Fellner a Helmer. V roce 1894 byl pověřen řízením několika staveb realizovaných ve lvovském Stryjském parku v rámci Haličské zemské výstavy, jejímiž architekty byli Franciszek Skowron a Julian Zachariewicz. Boublík měl mj. na starosti Pavilon ženské práce. V letech 1895–1896 byl vedoucím technické kanceláře významné lvovské stavební a architektonické firmy Ivana Levinského.
Od roku 1897 mohl Boublík po úspěšném složení profesních zkoušek samostatně navrhovat a realizovat stavby budov. Brzy se stal se součástí komunity nejvýznamnějších stavitelů a architektů města Lvova, soustředěných v místním spolku (např. A. Kuhn, bři. Cybulšti, J. Balaban, A. Kamienobrodzki). Jeho nejbližšími spolupracovníky byl umělecký kovář a autor většiny kovaných ozdob a doplňků budov, český mistr Jan Dašek a polský sochař, jehož plastické reliéfy zdobí fasády domů, Bronislav Soltys.
Karel Boublík zemřel 1. května 1925 ve Lvově, kde byl pochován na zdejším Lyčakovském hřbitově (pole č. 19). Náhrobek se nedochoval.

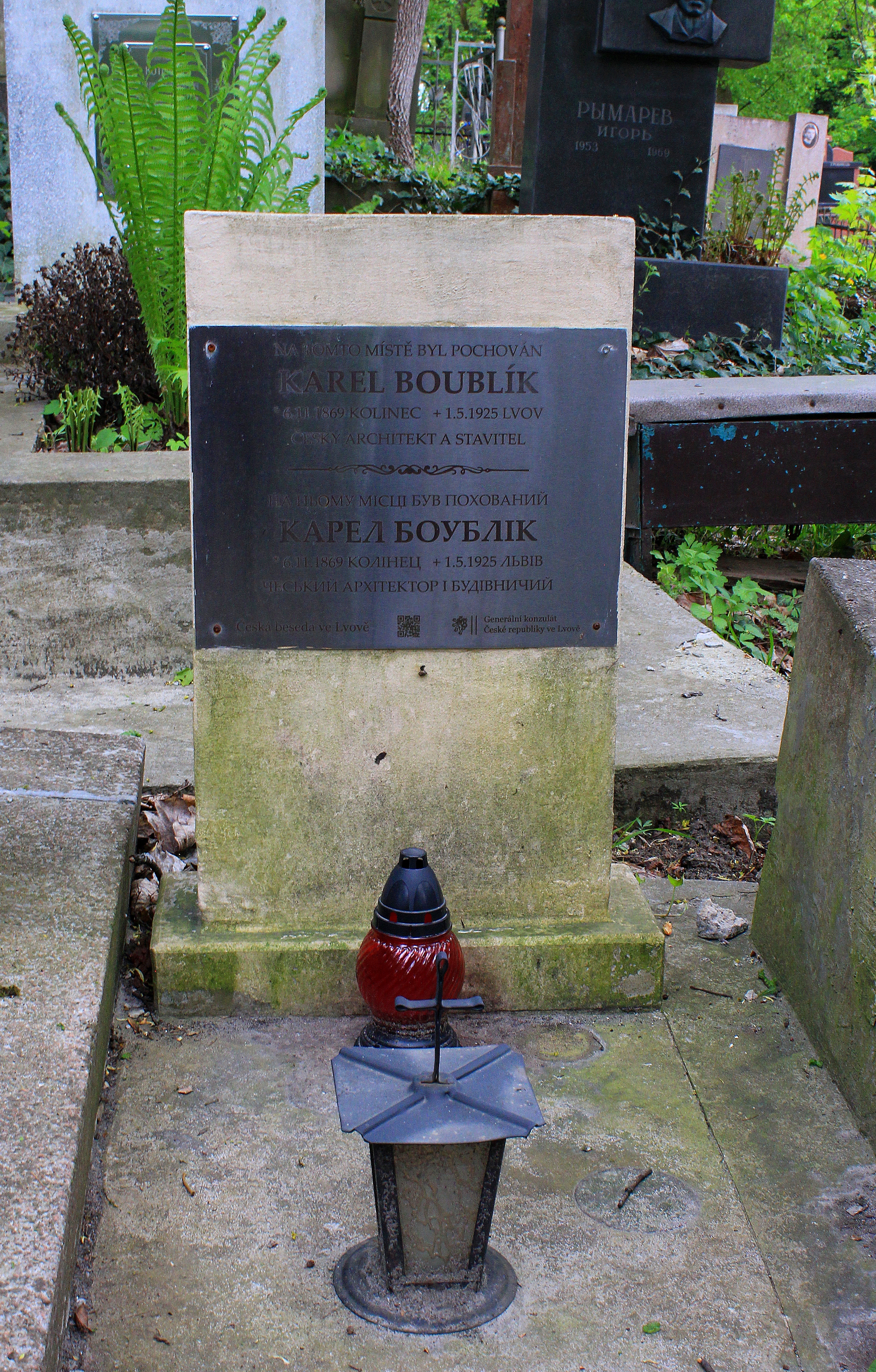

Pracovníkům vědeckého oddělení muzea "Lychakiv Cemetery" se podařilo zřídit pohřebiště K.Bowblika.
Generální konzulát ČR ve Lvově a Společnost "Česká beseda" ve Lvově společně s ředitelstvím LCP "Muzeum "Lychakiv Cemetery" instalovaly pamětní ceduli na pohřebiště architekta Karla Bowblika (pole č. 19 hl. Lyčakovský hřbitov).

## Budovy a projekty
- Objekty (dřevěné) zázemí přírodního koupaliště v Ivano – Frankovu (dříve Janów – Janiv) (1896)[7]
- Budovy na ul. Dorošenka 11 (tzv. Chopinův dům), na ul. Kuliša 1, na ul. Kotliarevskoho 22 a 24 (tzv. U páva) (vše 1898)
- Komplex činžovních domů na ul. Parkova 6, 8, 10, 12 a sousední ul. Rutkoviča 10, 12, 16 (1898)
- Budovy spojující Haličské nám. a Náměstí Soborna (1897-1899), představují přechod mezi novobarokem a secesí
- Budova na ul. Lyčakivska 16 (1899)
- Budovy na ul. Koniskoho 2 a 4 (1900) – dnes sídlo základní školy s polským jazykem výuky
- Budova na ul. Sičovych Strilciv 11 (1901) – někdejší sídlo tzv. Americké kavárny
- Budovy na rohu ul. Ševčenka a Leontovyče (1910)
- Budova na ul. Grabovskoho 6 (1911), na objednávku sochaře Karla Unze, autora neobarokních soch v průčelí domu
- Budova na ul. Gen. Čuprynky 47 (1911)
- Budova na rohu ul. Pidvalna a Valova (1912)
- Činžovní dům hudebníka Maurycyho Wurma na ul. Kollontaje (nyní Mencinského) č. 3 (1913).

## Galerie

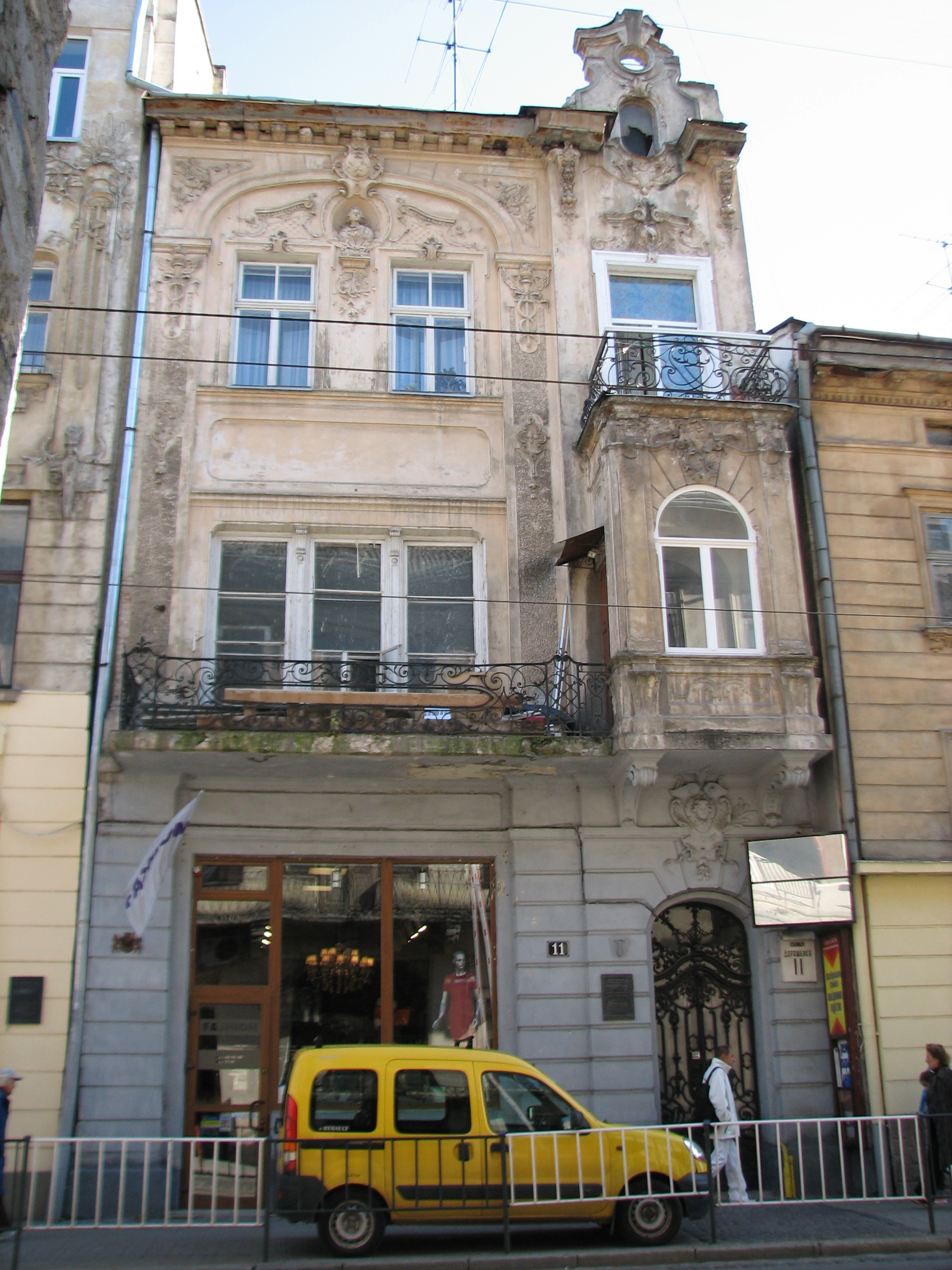
Nájemní dům, tzv. „Chopinův dům“ na ulici Petra Doroszenki 11, Lvov
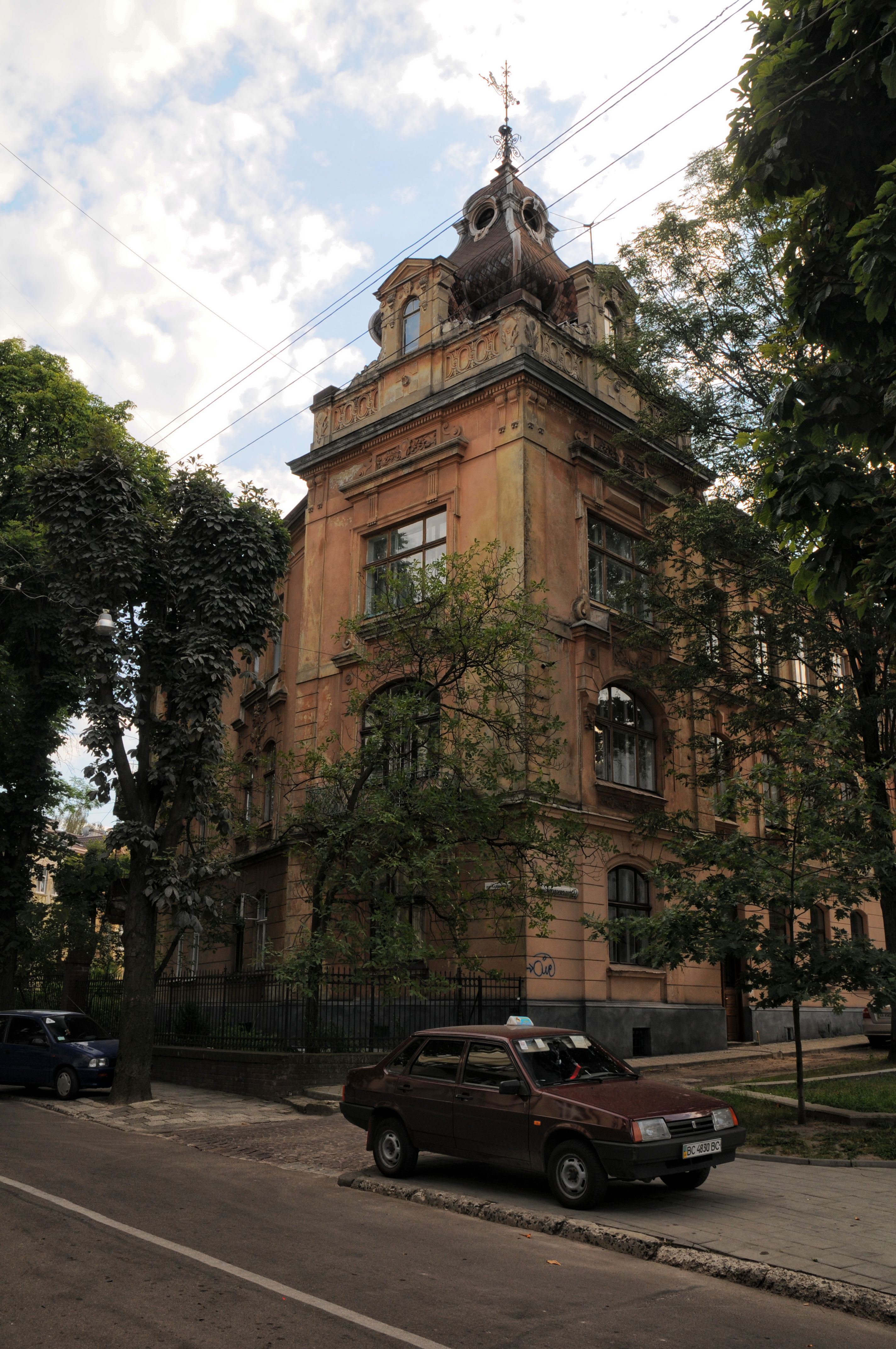
Nájemní dům na ulici Iwana Kotlarewskiego 22 (Na Bajkach), Lvov
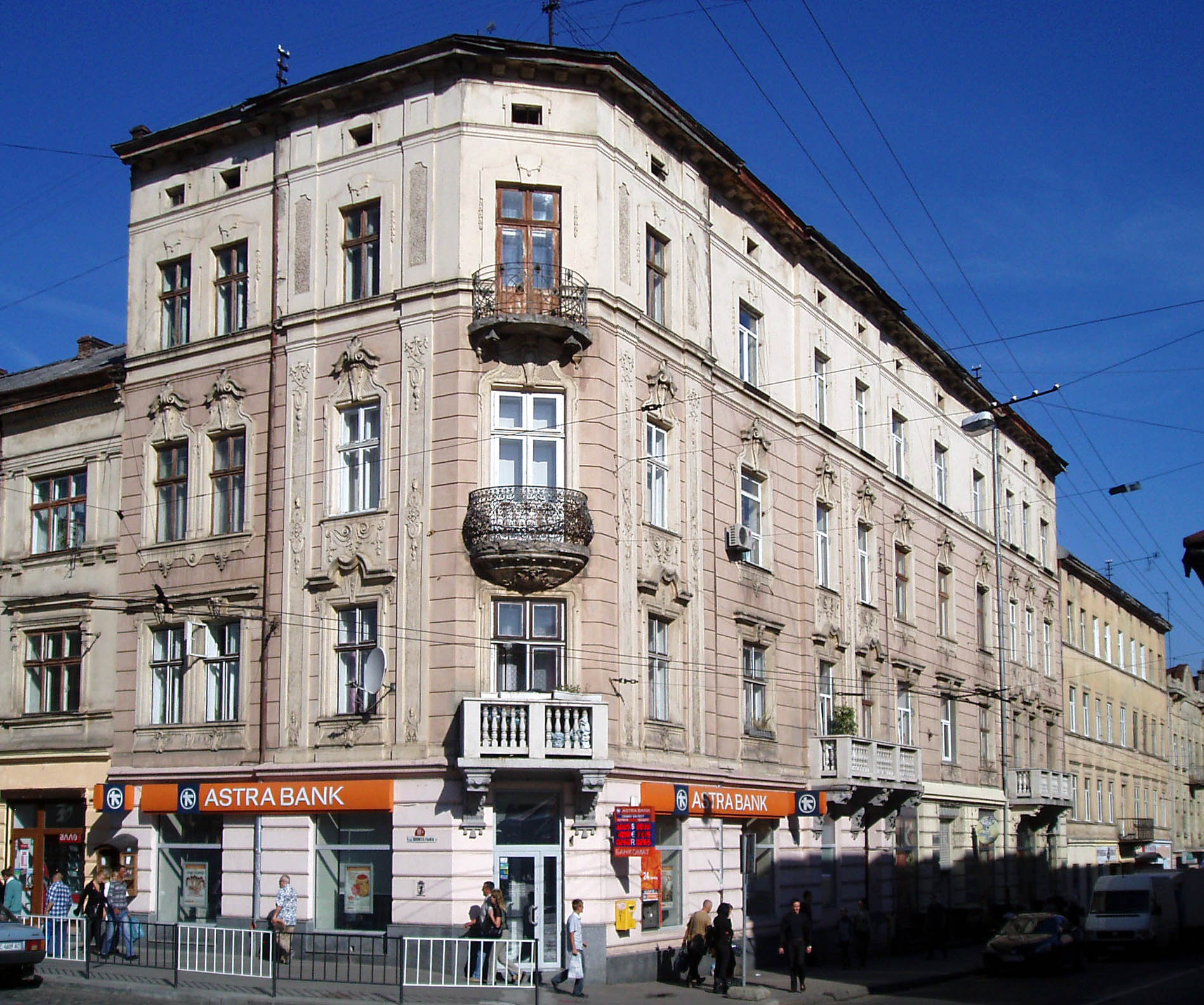
Dům na ulici Kuliša 1
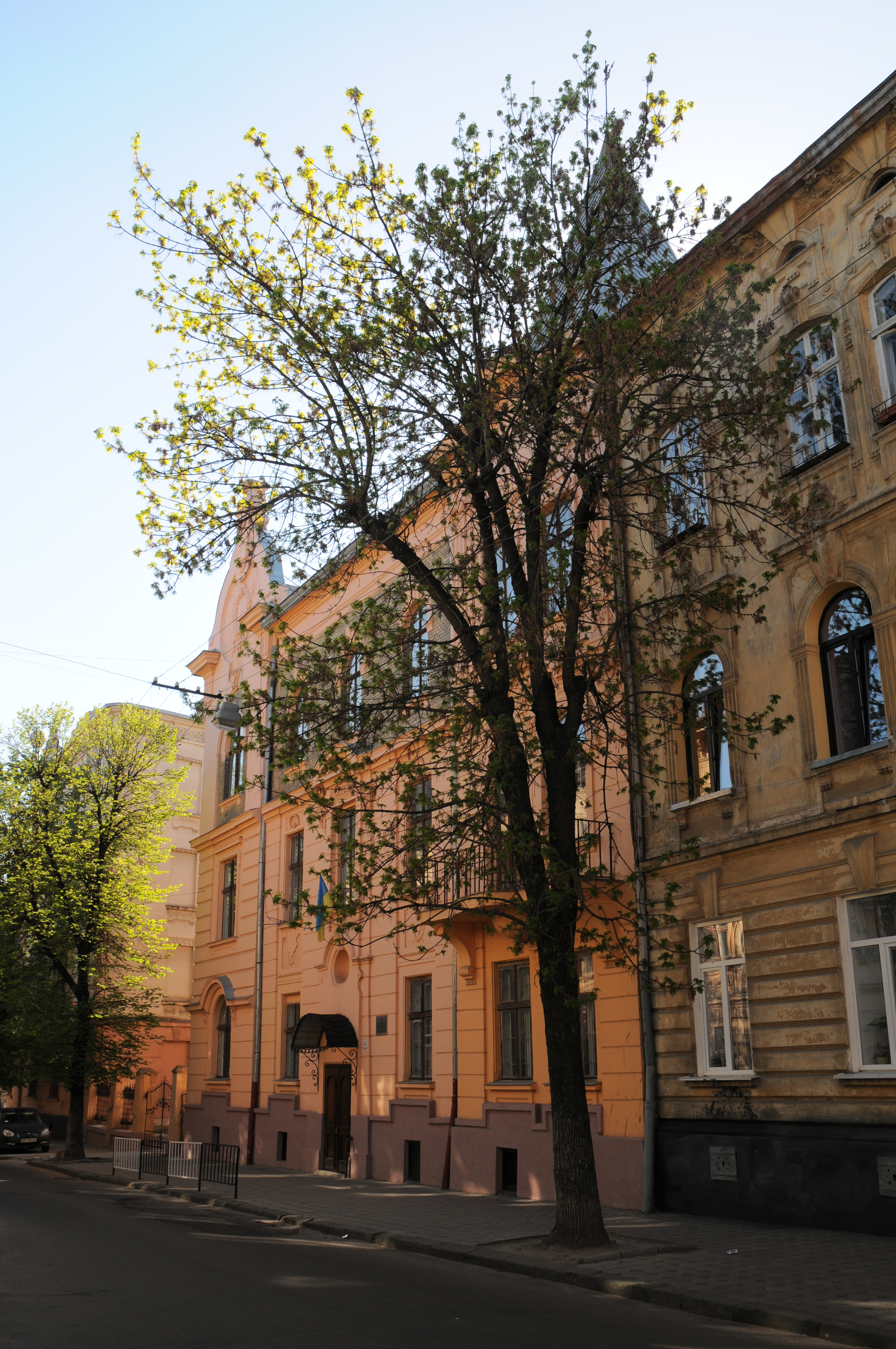
Dům na ulici Koniskoho 2
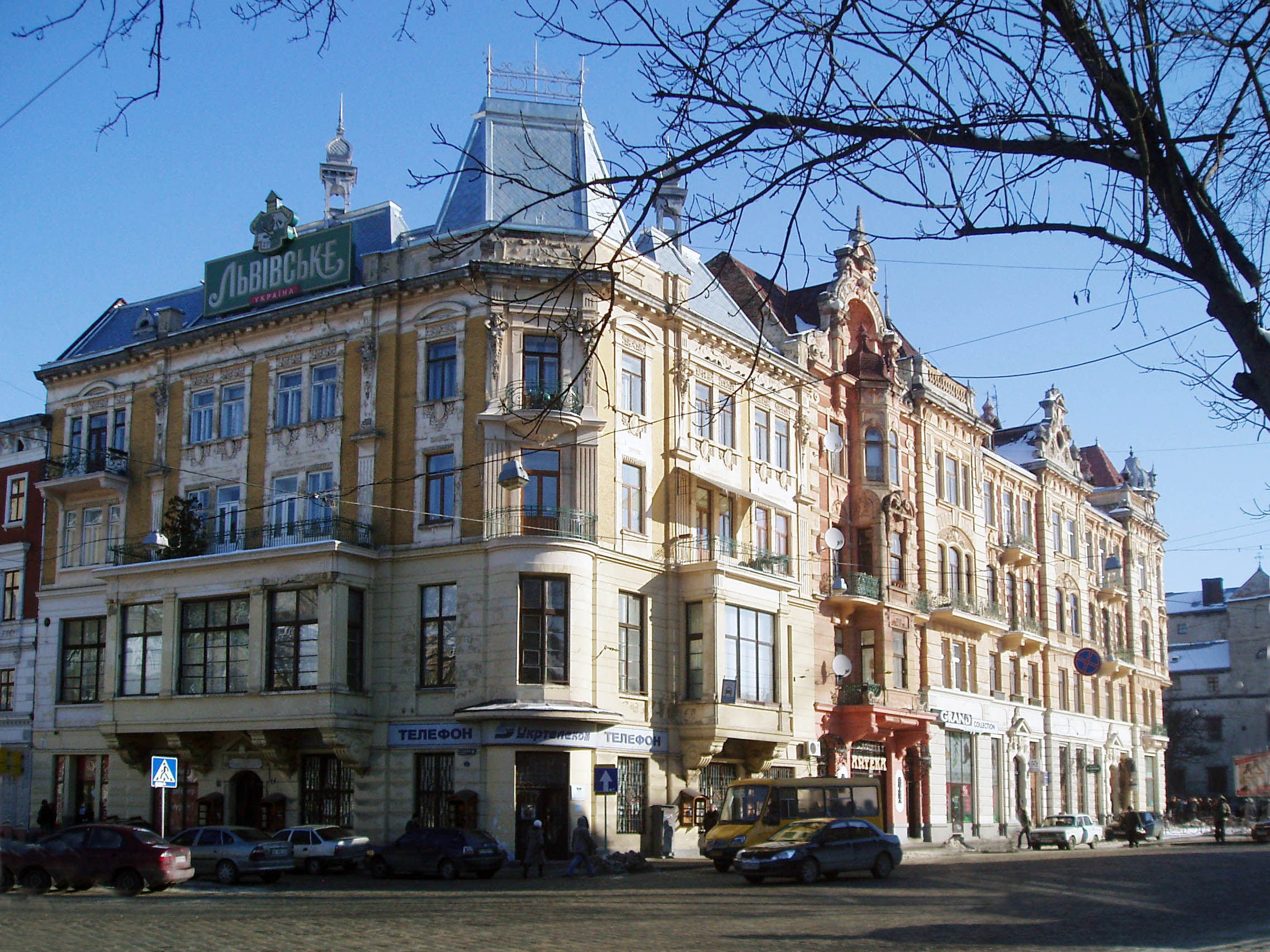
Dům na náměstí Soborna
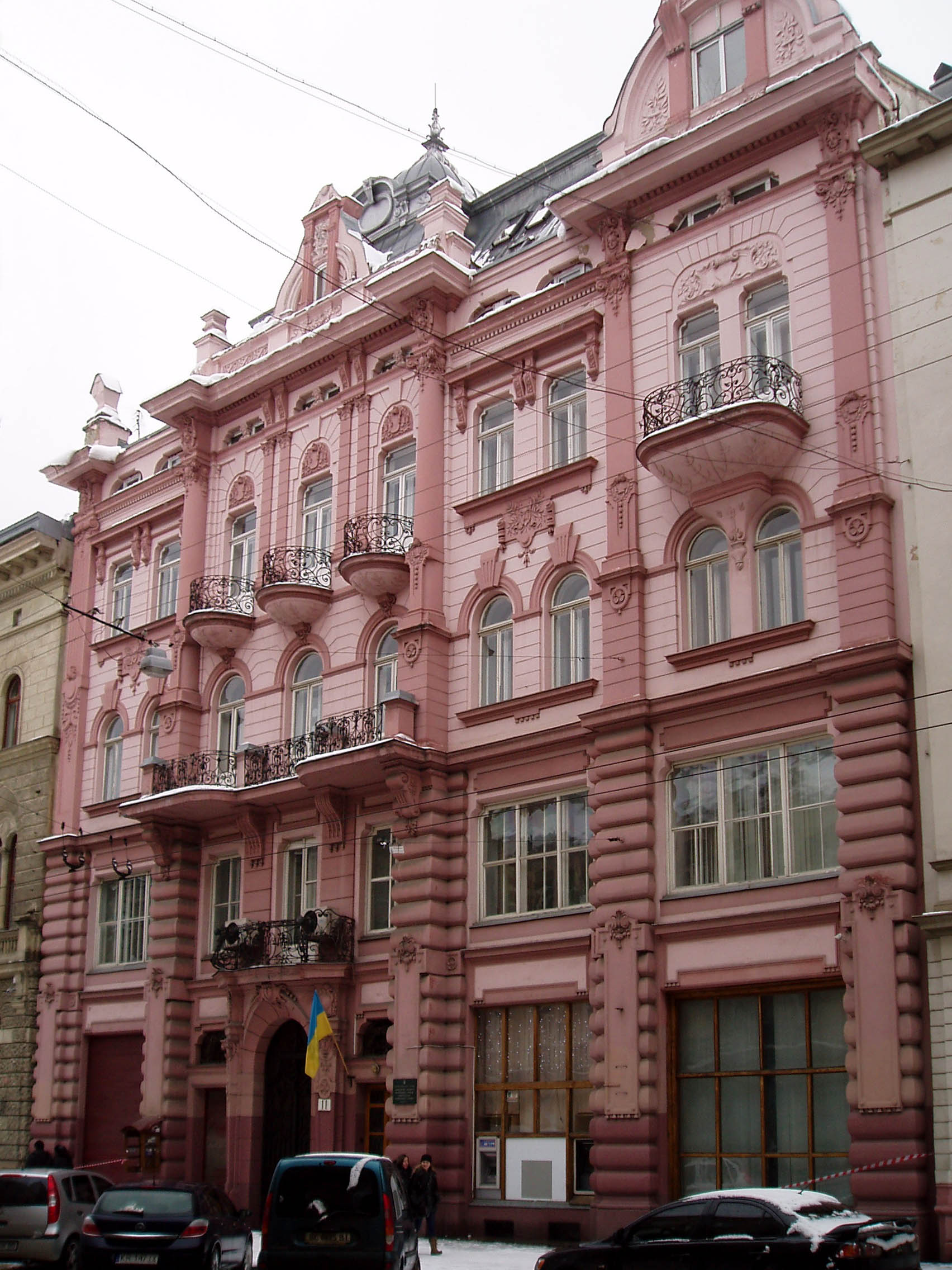
Dům na ulici Sičovych Strilciv
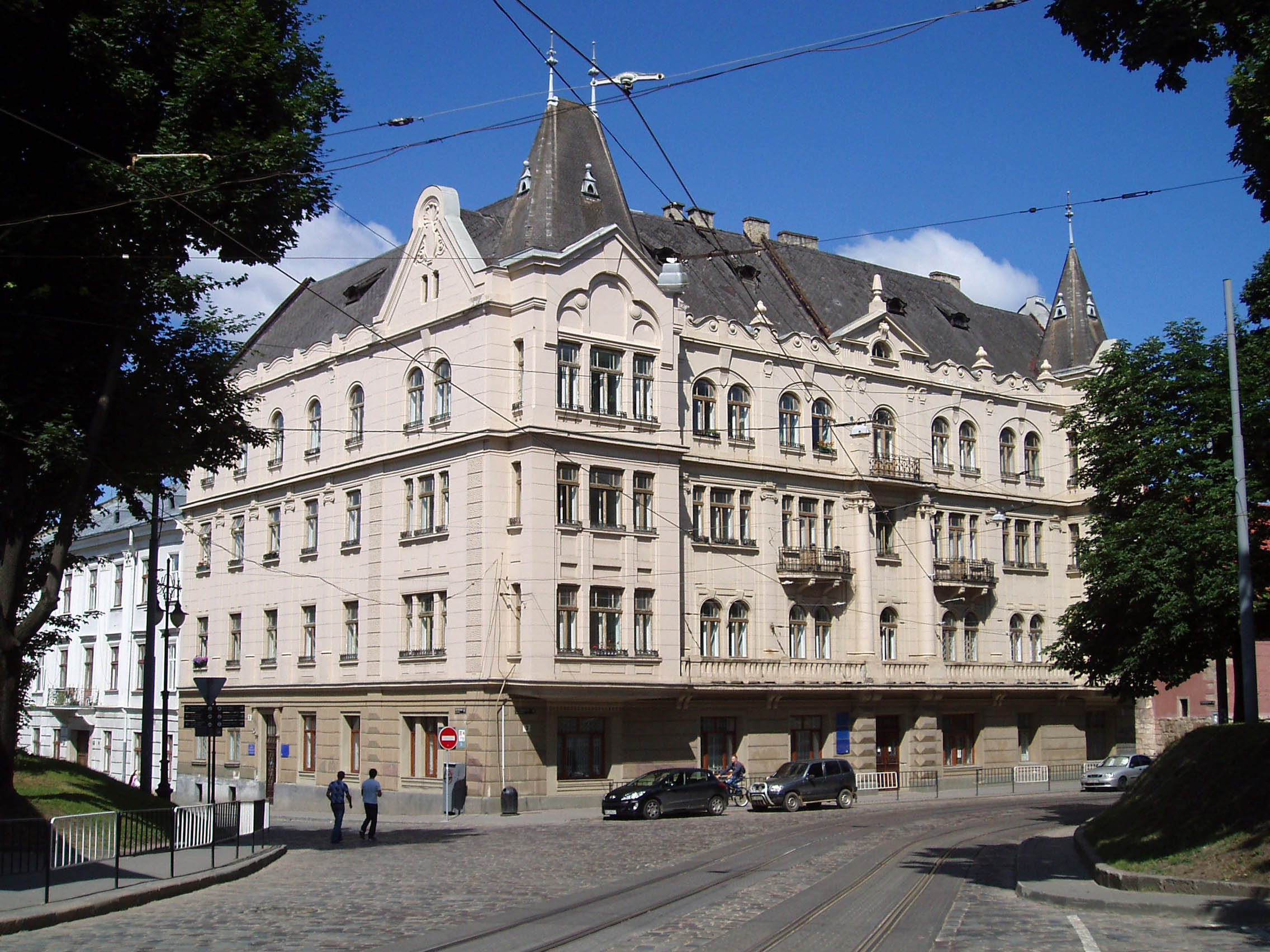
Dům na rohu ulice Pidvalna a Valova
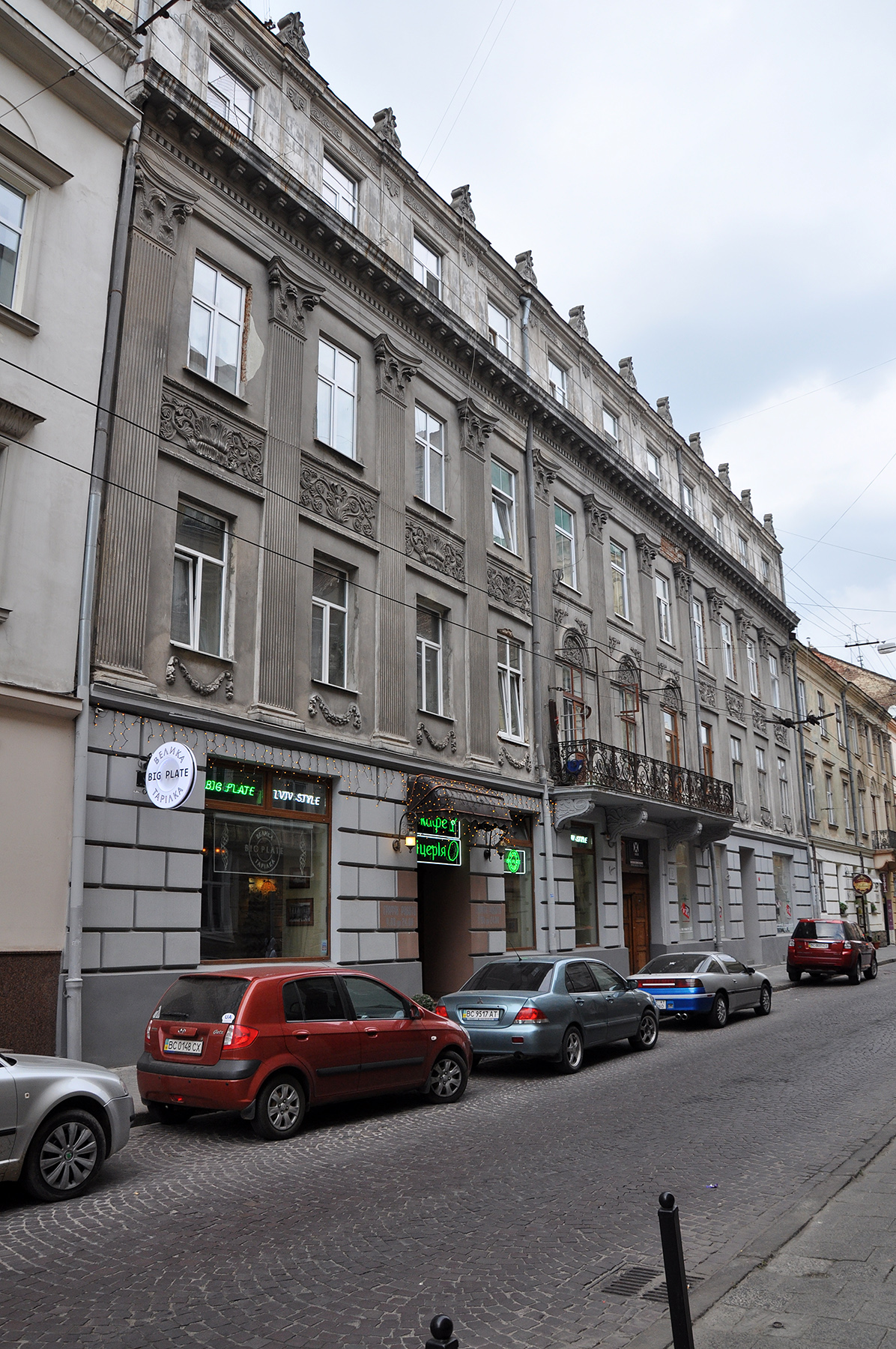
Dům Mencinského č. 3